# Jennifer Crusie
Jennifer Crusie (née en 1949) est un écrivain américain de romances contemporaines. Elle est l'auteur d'une série de best-sellers classés sur la liste du New York Times et traduit dans une vingtaine de langues.

## Biographie

### Vie personnelle
Jennifer Smith naît en 1949 à Wapakoneta, Ohio de Jack et JoAnn Smith. Elle choisit de rendre hommage à sa grand-mère maternelle en signant ses romans sous son nom de jeune-fille « Crusie ». Crusie a passé une grande partie de sa vie en Ohio, où elle réside actuellement.
Crusie est diplômée de Wapakoneta High School et réussit son baccalauréat en éducation artistique de l'Université d'État de Bowling Green à Bowling Green, Ohio. Puis elle obtient deux maîtrises. Pour la première, à l'Université d'État de Wright, en écriture professionnelle et littérature féminine, Crusie rédige une thèse sur le rôle de la femme dans la fiction policière. Sa seconde maîtrise est un « Master of Fine Arts » en fiction de l'Université de l'État de l'Ohio. Elle a également achevé ses travaux en vue d'un doctorat en philosophie sur la critique féministe, dix-neuvième siècle britannique et littérature américaine à l'Université de l'État de l'Ohio.
Crusie se marie en 1971 et suit son mari, militaire dans l'Armée de l'air, à Wichita Falls, Texas. Il est bientôt transféré à Dayton, Ohio. Ils divorcent quelques années plus tard. Ils ont une fille, Mollie, qui gère aujourd'hui l'ensemble des sites internet de Jennifer Crusie.
Crusie prévoit depuis longtemps d'être une enseignante. Elle enseigne à différents groupes d'âge, de la maternelle à l'université, dont 15 ans dans le système scolaire public de Beavercreek, Ohio. Elle donne également des cours à l'université Antioch, à l'université d'État de Wright et dans l'État de l'Ohio.

### Carrière d'écrivain
La dissertation de son doctorat en philosophie est centrée sur l'influence du genre sexuel  sur les stratégies narratives. Pour rechercher les différences dans la manière dont les hommes et les femmes racontent des histoires, Crusie fait le vœu de lire une centaine de romans d'amour et une centaine de romans d'aventures écrits par des hommes. Elle trouve les romans d'amour si fascinants qu'elle change sa thèse en mettant désormais l'accent sur la fiction romantique et décide de tenter sa chance en en écrivant quelques-uns. Elle quitte son emploi durant l'été 1991 pour se consacrer entièrement à l'écriture. Crusie termine son premier manuscrit, appelé Bet Me, en 1992, mais n'arrive pas à le vendre.
Crusie vend sa première nouvelle, Sizzle, en août 1992. Pendant les trois premières années de sa carrière, ses livres sont présentés comme des romans sériels dans les séries de Silhouette, Harlequin et Bantam Books,. En 1995, elle développe un partenariat avec St. Martin's Press et commence à écrire des « récits étoffés », comme Un tissu de mensonges. L'abandon des romans sériels est relativement facile pour Crusie, qui déclare que « je n'ai jamais eu conscience d'écrire des romans sériels, des récits étoffés, des grands formats ou des livres de poche. Vous devez juste raconter l'histoire la plus sincère que vous connaissez » (« I was never conscious of writing category or single title or paperback or hardcover. You just have to tell the truest story you know »).
Ses livres sont connus pour leur humour, bien que d'après Jennifer Crusie, elle n'a jamais voulu « délibérément être drôle... Je pense que mes personnages possèdent simplement un sens de l'humour assez particulier. Ils l'utilisent de la même façon que font beaucoup de gens, pour faire face aux absurdités de la vie » (« deliberately written to be funny. ... I think my characters just have a particular kind of sense of humor. They use it the way a lot of people do, to cope with the absurdities of life. »). Crusie imagine habituellement ses personnages avant les intrigues et elle les construit comme de véritables personnes, avec tous leurs défauts. 	
Ses héroïnes sont généralement décalées et ses héros intelligents et charmants. 	
Beaucoup de ses personnages ont des collections parce qu'elle pense que les objets que possède une personne en disent long sur elle.
Elle réécrit son premier manuscrit en 2002 et il paraît en 2004. Il devient son premier best-seller, classé sur la liste du New York Times. Dans une interview de 2004, Crusie explique que Bet Me peut être considéré comme sa dernière romance classique et que ses futurs romans combineront une histoire d'amour traditionnelle avec d'autres genres. C'est en partie parce qu'elle considère que Bet Me est « la meilleure romance, dans le style classique, que j'ai jamais écrite... Il est temps de passer à quelque chose que je ne sais pas faire. » (« the best romance novel, straight classic romance, that I'll ever write. ... Time to move on to something I don't know how to do. »).
En septembre 2004, Crusie rencontre l'auteur de romans d'aventures Bob Mayer (en) à la conférence des écrivains de Maui (« Maui Writers Conference »). Ils deviennent amis et lancent les grandes lignes d'un roman. Ils finissent le manuscrit en un an, en collaborant principalement par emails. Dans le roman, intitulé Don't Look Down, Crusie écrit les scènes et les dialogues pour le protagoniste féminin, tandis que Mayer rédige ceux du protagoniste masculin. L'éditeur de longue date de Crusie, Jennifer Enderlin, publie également ce livre et doit lui demander qui a écrit chaque section car elle n'arrive pas à les distinguer. Il est imprimé (dans un premier tirage) à 300 000 exemplaires, ce qui représente à ce jour le plus haut tirage de Crusie. En août 2007, leur second roman en commun, Agnes and the Hitman est réalisé et parvient à se classer en tant que best-seller sur la liste du New York Times.
De même, Crusie collabore avec Eileen Dreyer et Anne Stuart sur The Unfortunate Miss Fortunes, publié en 2007. Elle continue de s'intéresser au côté académique de la fiction et publie un livre de critique littéraire sur Anne Rice sous le nom de Jennifer Smith.

## Œuvre

### Romans
- Le pari d'une séductrice, Harlequin ((en) Sizzle, 1994)
- La chasseresse, Harlequin, 1996 ((en) Manhunting, 1993)
- Sans regrets, Bradley !, Harlequin ((en) Getting Rid of Bradley, 1994)
- Week end mondain, Harlequin ((en) Strange Bedpersons, 1994)
- Le privé et la femme fatale, Harlequin ((en) What the Lady Wants, 1995)
- Charlie, toute la nuit..., Harlequin ((en) Charlie All Night, 1996)
- (en) Anyone But You, 1996Inédit en France
- (en) The Cinderella Deal, 1996Inédit en France
- (en) Trust Me on This, 1997Inédit en France
- Un tissu de mensonges, Presses de la Cité ((en) Tell Me Lies, 1998)
- (en) Crazy for You, 1999Inédit en France
- (en) Welcome to Temptation, 2000Inédit en France
- L'Amour en embuscade, Presses de la Cité ((en) Fast Women, 2001)
- (en) Faking It, 2002Inédit en France
- Séduis-moi si tu peux, Milady, 2014 ((en) Bet Me, 2004)
- (en) Hot Toy, 2006Inédit en France

### Collaborations

#### Avec Bob Mayer
- (en) Don't Look Down, 2006Inédit en France
- (en) Agnes and the Hitman, 2007Inédit en France

#### Avec Eileen Dreyer et Anne Stuart
- (en) The Unfortunate Miss FortunesInédit en France

### Essais
- (en) Totally Charmed: Demons, Whitelighters and the Power of ThreeInédit en France
- (en) Flirting with Pride & Prejudice: Fresh Perspectives on the Original Chick-Lit Masterpiece, 2005Inédit en France
- (en) Anne Rice: A Critical CompanionInédit en France

## Récompenses
Jennifer Crusie remporte le RITA Romance Writers of America 2005 de la meilleure romance contemporaine pour Bet Me.
Elle gagne le RITA award 1995 de la meilleure romance sérielle pour Sans regrets, Bradley !.